# 에도가와 코난
에도가와 코난(일본어: 江戸川コナン, 5월 4일 - )은 아오야마 고쇼의 만화 · 텔레비전 애니메이션 · 드라마 작품 《명탐정 코난》에 등장하는 가공의 탐정이다. 고등학생 탐정 쿠도 신이치(일본어: 工藤新一 구도 신이치)가 검은조직의 시약인 aptx4869을 먹고 어려진 모습이다.

## 개요
「일본 경찰의 구세주」, 「헤이세이(平成) 시대의 홈즈」라고 불리며, 동쪽의 고교생 탐정으로 불리던 쿠도 신이치는 검은 조직에 의해 아직 개발 중인 독약 APTX4869를 먹게 되어 어린 아이로 작아졌다. 어려서부터 알고 지내던 이웃 아가사 히로시 박사집에 간 신이치는 모리 란의 아버지이며 탐정인 모리 코고로의 사무실에서 생활하며 사건을 맡다보면 검은 조직의 내막을 밝혀낼 수도 있을 것이라는 박사의 충고를 받아들여, 어려서부터 알고 지내던 모리 란의 집에서 테이탄 초등학교 1학년 B반을 다니고, 코난으로 정체를 숨긴 채 함께 지내고 있다. 여러 가지 사건을 보기 좋게 해결하면서 하이바라 아이나 핫토리 헤이지 등의 도움을 받아 검은 조직의 음모를 쫓고 있다.
감기가 걸린 상태에서, 바이칼을 마시면 일시적으로 몸이 원래대로 돌아온다는 내용이 극장판을 포함해 두 번 나왔었다. 그리고 하이바라가 바이칼의 성분을 참고해 만든 해독제로 원래대로 돌아간 적도 있다. 드라마판 제2기에서는 바이칼과 다른 술을 혼합하여 만든 케이크를 우연히 먹고 원래대로 돌아간 적도 있다. 하지만 몸에서 오는 느낌의 부담감은 크고, 감기에 걸린 상태나 마찬가지여서 해독제의 효과가 떨어져 코난이 되려는 시간이 다가오면 호흡이 거칠어지고, 가슴을 세게 누르는 듯한 압박감이 밀려온다. 하지만 이조차도 술에서 뽑아낸 성분에 면역이 생겨버렸다.이는 드라마나 애니메이션, 만화에서도 동일하다.
생일은 5월 4일이다. 아버지는 쿠도 유사쿠이며, 어머니는 쿠도 유키코이다.

## 코난의 정체
코난이 쿠도 신이치라는 것을 아는 인물은 아가사 히로시, 미야노 아케미(검은조직의 멤버 진의 총격 직후에 사망), 쿠도 유사쿠(아버지), 쿠도 유키코(어머니), 핫토리 헤이지, 하이바라 아이, 베르무트, 혼도 에이스케, 아카이 슈이치, 괴도키드 정도이다. 또한 극장판이나 특별판까지 포함시킬 경우 , 극장판 6기 명탐정 코난 극장판 6기 - 베이커가의 망령에서 등장한 히로키(한국명: 전우주, Noah's Ark 노아의 방주 직후에 사망), 극장판 13기 명탐정 코난 극장판 13기 - 칠흑의 추적자에서 등장한 검은조직의 멤버인 아이리쉬(극 중에서 검은조직 키안티 (캔티)의 총격에 사망) 그리고 루팡 3세도 알고 있다. (루팡3세 vs 명탐정 코난 참조).
- 극장판 루팡3세 vs 명탐정 코난 THE MOVIE 편에서는 앨런 스미시라는 사람이 사망하기 전에 정체가 뭐냐? 라고 묻자 고등학생 쿠도 신이치(남도일)라고 답하기는 했으나, 앨런은 쿠도 신이치(남도일)가 어떤 인물인지 알지 못하므로 제외했다.

FBI (명탐정 코난) 대원인 조디 스털링은 코난의 정체를 모르지만, 그들 앞에서 무리한 연기를 한 적이 없기 때문에 약간 들켜도 상관없다고 생각하는 모습을 볼 수 있다.
또 작아진 이후에 모리 란에게 자신의 정체를 밝히려고 몇 번 시도했지만 그럴 때마다 다른 인물에 의해 방해받는다. 혼도 에이스케 이외에는 스스로 정체를 밝히려고 하지 않는다.

## 추리법
주로 셜록 홈즈와 왓슨 박사를 염두에 두고 있으며, 증거품 수집 및 파기와 거기서 연관된 사건 개요의 추궁이 추리의 중심이다. 특히 증거품에 관한 잡다하고 상세한 지식에서 나온 설명이나 지적이 자주 나타나는 까닭에 주변 사람들을 놀라게 하는 경우가 많다. 심지어는 중학 과정이상의 과학내용을 말하거나, '어렸을 적에'나 '옛날에' 등의 과거를 인용한 추리때문에 란에게 정체를 들킬 뻔 하기도 한다. 한편으로는 범죄자 및 관계자의 심리 추측도 잘 하지만, 그것은 어디까지나 사건 추리의 보조 수단이나 관계자의 말에 대한 추측 및 의문에 한정되어서 광범위한 관계자의 인물상이나 성장 환경에까지 관련된 활동은 하지 않는 경우가 많다.
다만 신빙성 없는 정보나 증거에도 의미를 부여하여 사건과의 관계성을 밝히려는 무리수도 가끔 있다.

## 명대사
대표적인 명대사는 “내 이름은 코난, 탐정이죠…(江戸川コナン…探偵さ…)”, “진실은 언제나 하나!(真実はいつもひとつ)”이다. 345화에서는 "나는 코난, 탐정이다!(江戸川コナン…探偵だ!)"라는 멋진 대사를 날려주기도 했다.
또한 애니메이션 오프닝에서는 매회 나레이션이 있으며 회를 거듭할수록 발전되어 나온다. 참고로 어느 오프닝 나레이션에서는 "끊어진 하나의 진실을 간파하는 겉모습은 아이, 두뇌는 어른, 그 이름은 명탐정 코난!(たった一つの真実見抜く、見た目は子供、頭脳は大人、その名は名探偵コナン!)"이라는 대사가 나온다.
극장판에서는 여러 버전으로 나레이션이 나오며 매 나레이션마다 끝날 때 "몸은 작아졌어도 두뇌는 그대로, 불가능을 모르는 명탐정, 진실은 언제나 하나!(小さくなっても頭脳は同じ 迷宮なしの名探偵 真実はいつもひとつ! )"라는 대사가 나온다.
나레이션 외 여러 장면을 통해 명대사 또는 명언이 등장하며 신이치로서 말하는 대사의 경우, 소노코가 시기할 정도다. 참고로 명탐정 코난은 사랑하는 이들의 취향에 따라서 명대사의 범위가 다양하게 설정될 수 있다.

## 인물

쿠도 신이치의 모습

에도가와 코난의 모습

쿠도 신이치는 테이탄 고등학교 2학년 B반이며 뛰어난 실력의 고교생 탐정으로 세간에 알려져 있다. 신장은 174cm에 체중은 58~61kg 정도이다.주소는 도쿄도 베이커 2번가 21번지이다.
고등학생이 되고 나서 부모님이 사는 LA로 향하는 비행기 안에서 발생한 살인 사건을 해결한 것을 계기로 경찰에게 주목을 받게 된다.
성격은 겉으로는 냉정하게 보이지만, 오기 있고 질투심이 깊다. 특히 란과 관련된 일이면 어린 아이처럼 무모한 행동을 하는 경우도 적지 않다. 어떤 일이 있더라도 쉽게 단념하지 않고 강한 의지를 가지고 있지만 무엇이든지 자신의 흥미 위주로만 관여하는 버릇을 가지고 있다.
코난이 된 이후로는 테이탄 초등학교 1학년 B반에 재학하고 있으며, 모리 란의 집에서 얹혀산다. 자신의 어렸을 때의 얼굴을 알고 있는 란이 의심을 가지지 않도록 하기 위해서 신이치의 아버지인 쿠도 유사쿠의 안경을 쓴 것을 시작으로 일상적으로 안경을 쓰게 되었다. 하지만 시력 역시 신이치 때의 그대로이므로 도수가 없다. 이후 체력이 아이 수준에 맞게 떨어지지만 성격이나 버릇 그리고 두뇌나 기술은 변함이 없기 때문에 그 두뇌로 수많은 사건을 해결하고 있다. 다만 어린 아이의 신체인 신이치에게는 탐정으로서 해야 할 일에 제한이 되기 때문에 아가사 히로시가 만든 발명품인 시계형 마취총이나 나비 넥타이형 음성 변조기, 킥력 강화 슈즈, 추적장치가 달려 있는 안경, 귀걸이형 휴대전화등으로 부족한 부분을 보완하고 있다.
탐정이기 때문에 작아져도 사건이 터지면 본능적으로 수사에 돌입하고, 이것을 못마땅히 여기는 모리 코고로에게 매번 구박받는다. 대부분 알밤 정도로 그치지만 극장판 5기 천국으로의 카운트 다운에서는 모리 코고로의 추리가 틀렸음을 지적했다가 멱살을 잡혀 던져지기까지 했다.
몸이 작아지고 나서 코난의 모습으로는 사건의 진상을 말해도 아무도 상대해 주지 않기 때문에 코난의 사정을 모르는 사람들의 경우는 시계형 마취총으로 마취시킨 후 나비 넥타이형 변성기로 그 사람의 목소리를 낸다. 코난의 정체를 알고 있는 사람의 경우에는 그 사람에게 부탁을 하여 복화술로 진상을 이야기를 한다. 기본적으로 모리 코고로를 마취시켜 그의 목소리로 사건을 해결을 하며, 코고로가 없을 경우에는 스즈키 소노코, 야마무라 미사오 경부를 마취총으로 재워서 목소리를 빌리거나 아가사 히로시 박사에게 부탁하여 복화술을 쓴다(혼도 에이스케의 정체를 몰랐을 때는 그의 앞에서 이런 방법으로 추리하는 것을 꺼려했다.).
어떨 때에는 코고로나 메구레 쥬죠, 요코미조 산고에게 힌트를 주려고 하는 경우도 있다. 또 전화로 란에게 사건의 진상을 이야기해 란에게 전해 달라고 하는 경우도 있고, 엄마인 쿠도 유키코에게 진상을 말하고 이야기한 적도 있다. 그리고 휴대폰 메일로 쿠도 신이치로서 진상을 알리는 경우도 종종 있다.
스스로 진상을 추리해서 직접 말할 때도 있다. 이 경우는 범인과 코난이 1 대 1로 대립되는 경우인데, 특히 검은 조직 간부이거나 괴도 키드와 맞서는 경우나 극장판에서는 거의 매번 그랬다.
소년 탐정단 (명탐정 코난)이 있을 때는 그들에게 속임수의 힌트가 되는 말을 유도하게 하는 형식으로 추리의 도움을 받는다.
자신이 한 추리를 이야기할 때 코난인 상태에서 이야기를 하면 주변의 어른들에게 관심을 끌기 위해서 "어라라~?이상하네~?(あれれ～?おっかしいぞぉ～?)라고 말을 한다. 또한 어른들도 모르는 지식을 무심코 이야기해서 주변에서 이상하게 여길 경우 "신이치형에게서 들었다."라고 하거나 "텔레비전을 통해 알았다."는 식으로 넘어간다. 한편 너무 적극적으로 추리에 가담할 때에는 란에게 신이치라고 의심받을 빌미를 제공하기도 한다.
피아노 소나타 월광 살인 사건에서는 범인의 자살을 저지하지 못하고 죽음에 이르게 한다. 이 사건은 코난에게 마음의 상처가 되었으며, 그것을 회상할 때는 슬픈 눈으로 "추리로 범인을 추적하여 죽음으로 이르게 하는 것은 살인자와 다를 게 없다(推理で犯人を追い詰めて死なせてしまっては、殺人者と変わらない」との事)."라며 마음속으로 독백을 한다.
소꿉 친구인 모리 란과 소꿉친구나 서로 좋아하는 관계이지만 솔직하지는 못하다. 코난이 신이치라고는 꿈에도 생각하지 않은 란이 「정말 좋아해」(일본어: だーい好き 다이스키[*])라고 자신에게 고백했고 때 몸이 원래대로 돌아가면 란에게 고백하려고 했다. 일시적으로 신이치의 몸으로 돌아왔을때, 자신의 아빠가 엄마에게 프로포즈한 같은 장소에서 본인도 고백하려고 했으나, 사건에 연루되는 바람에 어떻게 해결은 됐지만 사건 해결과 동시에 코난으로 돌아가 버려 어쩔 수 없이 고백을 못하게 되었다. 그러나 마음속으론 란을 그리워한다. 또한 자신이 다른 사람에 비해 란에게 솔직하지 못한 편인 것을 알고 있고, 자신이 더 솔직해졌으면 좋겠다고 생각한다. 란의 눈물을 싫어하며, 설령 란이 자신을 더 이상 좋아해 주지 않게 된다고 해도 자신은 란이 슬픈 것은 싫다고 말하며, 란을 무척 생각하고 있음을 보여주었다.
항상 코난이 아닌 신이치인 채로 란에게 좋아한다는 고백을 하길 원했고, '홈즈의 묵시록' 에피소드에서 란에게 "넌 성가신 사건이야, 쓸데없는 감정이 마구 섞여서 설령 내가 홈즈라고 해도 무리일 거야. 좋아하는 여자의 마음을 정확하게 알아내는 건 말야. 러브는 0(Love is Zero)이라고? 웃기지 마! 0은 모든 것의 시작. 거기서 시작하지 않으면 아무것도 생기지 않고, 달성할 수도 없어!"라는 대사와 함께 고백했다.
그 뒤 진홍의 수학여행 에피소드에서 쿠도 신이치의 몸으로 돌아와 수학여행에 참여하게 된다. 이 에피소드에서 란이 신이치의 넥타이를 잡아당겨 볼에 뽀뽀를 했다. 이에 신이치는 볼만으로는 안된다고 생각해 뒤에 키스를 하려고 했지만 해독제의 약효가 떨어져 재빨리 자리를 피한다. 그 뒤 신이치는 란한테 고백의 답변을 들을 수 있어 무척 기뻤다고 메일을 보내고 란은 "우리 이제 사귀는 걸로 알면 되는 거지?"라고 답변을 보낸다. 그러자 신이치는 "이 바보야 당연히 사귀는 거지!"라고 답을 한다. 이로서 신이치와 란은 연재 시작 20년만에 드디어 공식적으로 사귀는 사이가 되었다.
초등학교 1학년이었을 때는 부끄러워하여 란을 "모리(毛利)"라고 부르며 자신을 "쿠도 군(工藤くん)"이라고 부르게 한 시기가 있었지만, 한 사건을 계기로 서로의 이름을 부르게 되었고, 지금까지 "모리"가 아닌 "란"으로 부르고 있다. 동급생인 스즈키 소노코 역시 "소노코"라고 칭하고 있지만, 직접적으로 부른다기보다는 코난인 상태에서 속마음으로 '소노코 저 자식...' 등의 말을 하거나, '소노코 녀석이랑 가는 거야?'와 같은 간접적인 어투를 더 많이 사용한다. 또한 위의 사건을 계기로 항상 등하교를 같이 하게 되어, 학교 친구들로부터 등교 시 교실에 들어서면 '부부 등장~'과 같은 놀림을 매번 받는다.
란에게는 "귀찮은 사건이 있기 때문에 해결할 때까지는 돌아갈 수 없다.(やっかいな事件に関っているから解決するまで帰れない)"라고 하지만, 란이 걱정하지 않게 가끔 나비 넥타이형 음성 변조기로 신이치의 목소리를 내어 란에게 전화를 하고 있다.
축구를 좋아하여, 중학교 때까지 축구부에 소속해 있었다. 그 기술은 J리그에 스카우트될 만한 실력이지만, 신이치에게 축구는 어디까지나 운동신경을 기르기 위한 것이었기 때문에 그 뒤로 축구를 그만두었다. 란은 만약 계속 축구를 했다면, 축구 스타가 되어 있을 것이라고 한다. 이 때문에 범인이 도주하려고 할 때는 발 밑에 떨어져 있는 것을 축구 공처럼 발로 차서 상대를 제압하거나 움직임을 멈추기도 한다. 좋아하는 축구선수는 레이 커티스였는데 오사카 3개의 k 사건에서 범인으로 나와 잠시 허탈감에 빠졌었다. 소년 탐정단과 놀 때도 축구를 많이 하고 야구를 할 때도 발이 나갈때가 많다.
셜록 홈즈의 광팬으로 홈즈를 "세계 최고의 탐정"으로 평가한다. 셜록홈즈시리즈중에서도 네 개의 서명을 제일 좋아하며가장 좋아하는 말은 "불가능한 것을 제외하고 남는 것이 아무리 믿을 수 없는 것 일지라도 그것이 진실이다.(When you have
eliminated the impossible, whatever remains, however improbable, must be the truth.)"라는 홈즈의 추리론이다.
자신의 취향에 맞는 이야기, 특히 홈즈 관련 이야기가 한번 나오면 일방적으로 자기 이야기만 해 버린다. 첫 화에서도 모처럼 놀이공원에 놀러 갔음에도 불구하고, 홈즈 이야기만 해 란이 섭섭해했다. 그 때문에 란은 항상 추리광오타쿠라고 부르며 놀린다.
엄청난 음치로, 신이치에게 음악 수업은 골칫거리였다. 중학교 3학년때 담임이 음악선생님이었는데 항상 야단맞았다고 한다. 코난이 되어서도 변하지 않았으며 때문에 란에게 정체를 들킬 뻔한 일까지 있었다. 음치인데도 불구하고 절대 음감을 가지고 있으며 이에 대해 일본의 음향 연구소 소장인 스즈키 마쓰미(鈴木松美)는 “이 경우는 소리를 능숙하게 낼 수 없는 음치이며 소리는 확실히 들을 수 있는 음치다.”라고 하였다.'스트라디바리우스의 불협화음(전주곡), (후주곡)'에서 알 수 있는데 휴대폰 버튼음을 듣고 시라솔라인것을 알았다. 또한 홈즈의 영향을 받아 바이올린을 연주할 수 있다. 청각도 특출난것인지 '블랙 임팩트 조직의 손이 닿는 순간'에서는 도청기로 들리는 소리만 듣고도 수평 대향 엔진이 내는 소리임을 맞히고 배기음소리만 듣고 차종까지 맞히는 능력을 선보였다.
연예계에는 별로 흥미가 없는 것 같지만 사건을 계기로 알게 된 투 믹스(Two mix)의 타카야마 미나미 로부터 CD를 받고 나서는, 노래방에 갈 때마다 그 노래를 부르고 있다고 한다.
신이치인 상태에서 자신을 지칭할 때는 "나(オレ)"이나 어른을 상대로 말하거나 추리를 할 때는 "저(僕)"로 지칭한다. 또한 코난인 상태에서 자신을 지칭할 때는 "나(オレ)"이나 란 등 아이 행세를 하지 않으면 안 되는 상대에게는 "저(僕)"라고 지칭한다. 자주 하는 말버릇은 "바보(バーロ一)"이다. 기본적으로 표준어로 이야기를 하지만, 친한 사람과의 일상 대화에서는 자기만의 특유 표현법으로 말할 때가 있다.
음식은 레몬파이와 카레라이스,아아(아이스 아메리카노)를 좋아하는듯 하며 작가의 인터뷰에 따르면 좋아하는 꽃은 난초인데 이는 난초의 蘭이 모리 란의 이름이기에 그렇다고 한다.
싫어하는건 건포도와 초콜릿인데 SDB+90에서 모리 란이 만든 거면 뭐든지 좋아할 거라고 란이 만든 초콜릿은 잘만 먹는다.

### 기술
아래 나열한 목록은 보통의 초등학생, 고등학생으로는 하기에는 다소 어려운 기술이고, 그 기술이 사용된 에피소드, 극장판을 적어 놨다. 그리고 이것들은 대체로 미국 하와이주에서 아버지인 쿠도 유사쿠에게 배웠다고 한다.
이정도면 코난 세계관의 하와이는 무엇을 하는 곳인지 궁금하게 만든다
- 마약 감별
  - 11화 피아노 소나타 (월광) 살인 사건
- 폭탄 해체
  - 극장판 1기 : 시한장치의 마천루, 304화 흔들리는 경시청 1200만의 인질, 극장판 14기: 천공의 난파선, 극장판 16기: 11번째의 스트라이커,극장판:순흑의 악몽
- 자동차 운전
  - 극장판 5기 : 천국으로의 카운트다운
- 모터보트 운전
  - 극장판 4기 : 눈동자 속의 암살자, 극장판 9기: 수평선상의 음모
- 헬기 조종
  - 극장판 2기 : 14번째 표적
- 비행기 조종
  - 세스나
    - 극장판 8기 : 은빛 날개의 마술사
- 사격
  - 극장판 2기 : 14번째 표적, OVA 루팡 3세 vs 명탐정 코난
- 점자판 해독
  - 일본판 620화 : 홈즈의 묵시록

### 에도가와 코난의 호칭
란, 아유미, 미츠히코, 키사키 에리, 토야마 카즈하, 경찰 관계자, 제임스 블랙은 “코난 군(コナン君)”, 코고로는 “코난(コナン)” 또는 “꼬마(ボウズ)!”로 부른다. 겐타는 “코난(コナン)”이라고 부르고 스즈키 소노코는 코난을 “코난 군(コナン君)”, “안경잡이 꼬마(メガネの ガキンチョ)”라고 부르며 고바야시 선생은 “에도가와 군(江戸川君)”이나 “코난 군(コナン君)”으로 부른다. 핫토리 헤이지는 주변에 사람들이 있을 때조차도 “쿠도(工藤)”라고 하다가 당황해하더니 “꼬마(ボウズ)”, “코난 군(コナン君)” 등으로 고쳐 부른다. 코난의 정체를 아는 사람끼리 있을 때에는 거의 원래 이름인 “쿠도(工藤)”, “쿠도군(工藤君)”으로 부른다.
코난의 정체를 아는 하이바라는 "쿠도 군(工藤君)"이라고 부르지만 사람들이 있을 때는 “에도가와 군(江戸川君)”으로 고쳐 부른다. 아가사 박사는 코난과 전화를 할 때나 단둘이 있을 때는 “신이치(新一)”나 “신이치 군(新一君)”이라고 하며, 란이나 소년 탐정단이 있을 때에는 “코난 군(コナン君)”이라고 한다. 어머니인 쿠도 유키코는 단 둘이 있을 때는 “신이치(新一)”나 “신짱(新ちゃん)”이라고 하며, 남들과 있을 때는 "코난 쨩(コナンちゃん)"이라고 부른다.
역시 코난의 정체를 알고 있는 베르무트는 "실버불렛(Silver Bullet)"이나 쿨 가이(Cool Guy)로 부르며 조디 스털링은 “쿨 키드(Cool kid)”, "멋진 꼬마"라고 부른다. 아카이 슈이치는 "꼬마(ボウヤ)" 괴도 키드는 “탐정군(探偵君)” “명탐정(名探偵)”이라고 부른다. 신이치로 변장한 상태에서 코난을 지칭할 때는 안경잡이 꼬마"(メガネのボウズ)"나 "코난 군(コナン君)"이라고 한다.

### 쿠도 신이치의 호칭
란은 “신이치(新一)”라고 부르며 코고로는 “탐정 꼬마(探偵ボウズ)”나“신이치(新一)”라고 부른다. 에리는 “신이치 군(新一君)” 아가사 박사는 “신이치 군(新一君)”이나 “신이치(新一)”라고 부르며 소노코나 메구레 경부는 “신이치 군(新一君)”이나 “쿠도군(工藤君)”으로 부른다. 하이바라 아이나 카즈하는 “쿠도군(工藤君)”, 쿠도 유키코는 “신이치(新一)”나 “신짱(新ちゃん)”으로 부르며 헤이지는 “쿠도(工藤)”라고 부른다. 아유미는 “신이치 오빠(新一お兄さん)”, 미츠히코는 “신이치 씨(新一さん)”라고 부른다. 덧붙여 란이나 다른 사람 앞에서 코난은 신이치(자신)를 “신이치 형(新一兄ちゃん)”이라고 부른다.

### 에도가와 코난의 복장
코난이 되고 나서 초반에는 대부분 파란색정장에 빨간색의 나비넥타이를 입었으나 회를 거듭할수록 다양한 복장을 하게 된다. 참고로 저런 옷을 프레피룩이라 한다.

## 주요 정보
- 에도가와 코난이라는 이름의 여권은 없다. 즉, 에도가와 코난이라는 이름이 호적에 등재되어 있지 않기 때문에 여권을 만들 수가 없다. 따라서 사건의 무대는 일본 국내에만 한정된다. 하지만 예외적으로 코난이 하이바라에 의해 해독제를 먹고 일시적으로나마 신이치로 다시 돌아올 수 있게 되어 영국으로 출국하여 사건을 해결하는 에피소드가 생겨나게 되었다. 또한 명탐정 코난 극장판 6기 - 베이커가의 망령에서는 19세기 영국을 재현해 놓은 게임 속 공간에서 미션을 수행하는 장면도 나왔다. 그리고 루팡3세 vs 명탐정 코난 특별판에서는 베스파니아 왕국으로 란을 구출하러 가는 장면도 나왔다. 또, 명탐정 코난: 감청의 권에서는 키드가 캐리어에 대리고 분장시켜 싱가포르로 가게 되었다.
- 요미우리 TV 본사앞에는 에도가와 코난의 동상이 건립되고 있다. 또한 돗토리 현에 위치한 작가의 고향에서는 코난의 동상이 세워져 있는 '코난대교'와 코난을 소재로 한 전시물이 전시되어 있는 '아오야마 고쇼 후루사토관'이 조성되어 있다.
- 코난이 음성변조기를 이용해 내세우는 탐정역은 모리 코고로, 스즈키 소노코, 아가사 박사, 야마무라 경부 등등이다. 그런데 코난과 신이치가 동일 인물이라는 걸 아는 아가사 박사는 마취총에 의한 기절이 아닌 복화술로 사건을 해결한다. 딱 한 번 핫토리 헤이지를 쓴 적이 있는데, 중간에 헤이지가 깼지만 안 깬 척 하면서 계속 듣고 있었고, 이 일로 헤이지는 코난의 정체가 신이치임을 알게 된다.
- 극장판 은빛 날개의 마술사에서 코고로에게 들어가야 할 마취바늘이 비행기동체가 흔들리는 바람에 실수로 키사키 에리에게 들어가고 말았다. 어쩔수 없이 코난은 최초로 에리를 탐정역으로 이용했다. 에리 목소리를 내려고 했을 때 실수로 소노코의 목소리가 나왔으며, 이때 마취바늘에 잠들지 않았던 소노코도 깜짝 놀랬다. 코난은 겨우 에리의 목소리로 추리를 해서 사건을 해결했다.
- 단행본 25권 (TV방송판 188화)에서는 범인의 권총으로 총격을 당해 좌측 복부 관통에 중상을 입었다. 수술했을 때에 혈액이 부족했지만 란의 수혈로 구사일생하게 된다. 참고로 신이치(코난)와 란의 혈액형이 같고 이 점은 하이바라도 잘 알고 있다.
- 야구를 할 때 축구의 버릇이 몸에 베어 있어서인지 다리를 이용할 때도 있다. 또 TV게임을 잘 못해 탐정단 일행에게 비웃음을 사기도 한다. 그 때문인지, 코고로나 란이 잠든 후에 거실에서 몰래 연습할 때도 있다.
- 극중에서는 W21S 휴대폰을 사용하지만, 극장판[11]에서는 공중 전화나 「귀걸이형 휴대 전화」를 사용하며, 현재에 이르러서는 거의 쓰이지 않는다. 최근에는 소니 엑스페리아 기종을 사용하고 있다. 한국판 13기에서 코난이 스마트폰으로 통화하는 모습이 나왔다.
- 청력과 기억력이 뛰어나다는 것이 증명되는 사례는 블랙 임팩트 조직의 손이 닿는 순간에서 나왔다 독특하고 불규칙적인 공회전 소리와 낮게 깔리는 배기음 만을 듣고도 수평대향 엔진임을알고 그종류의 엔진을 쓰는 차종류 (왜건, 스바루, 포르쉐)까지 완벽히 알아맞힌다.
- 쿠도 신이치라는 이름의 유래는 다음과 같이 성인 쿠도는 탐정 이야기(探偵物語)에 나오는 쿠도 슌사쿠(工藤俊作)에서 파생되었으며 이름인 신이치는 일본의 명탐정이었던 '이와이 신이치'에서 파생된 것이다.
- 에도가와 코난이라는 이름은 에도가와 란포와 코난 도일의 이름에서 생각해 낸 것이다.

## 성우진 및 드라마 배역
일본어판의 경우 타카야마 미나미가 에도가와 코난과 어릴 적 쿠도 신이치 목소리를 더빙하고 있으며, 야마구치 캇페이가 중학생 이후의 쿠도 신이치는 목소리를 더빙하고 있다. 한국어 더빙판에서는 에도가와 코난의 경우 1기에서 최덕희가 맡았으며 2기부터 김선혜가 맡고 있다. 김선혜가 더빙한 코난은 조금 더 어른스러운 목소리를 가졌고 묘하게 재수없다(?). 쿠도 신이치는 강수진이 처음부터 현재까지 더빙을 맡고 있다. 영어 더빙판은 에도가와 코난역을 앨리슨 빅토린(Alison Viktorin)이, 쿠도 신이치역을 제리 주웰(Jerry Jewell)이 맡았다.
드라마 스페셜에서는 오구리 슌(2006년)과 미조바타 준페이(2011년)가 쿠도 신이치 역을 맡았으며, 후지사키 나오(藤崎直)(2006년)가 에도가와 코난 역을 맡았다.

### 마음 속의 독백 처리
일본어 더빙판에서는 코난의 대사 및 마음속으로 하는 독백 장면의 대사를 코난의 목소리를 맡은 타카야마 미나미가 전부 처리한다. 그런데다가 애니메이션에서 신이치의 모습으로 등장하는 장면이 적기 때문에 신이치의 목소리를 담당하는 야마구치 캇페이는 자신의 차례가 적은 것을 한탄하고 있다.
그러나 한국어 더빙판에서는 코난이 마음속으로 독백을 하는 장면의 대사를 신이치(남도일)의 목소리를 맡은 강수진이 처리하며, 영어 더빙판에서도 신이치의 목소리를 맡은 제리 주웰(Jerry Jewell)이 처리한다. 그렇게 함으로써 에도가와 코난의 정체가 쿠도 신이치라는 것을 더욱 강조하는 것을 볼 수 있다.

## 각 언어판별 이름
쿠도 신이치의 경우 한국어 더빙판에서는 성은 남, 이름은 도일이다. 해외판에서는 지미 쿠도(Jimmy Kudo)라는 이름으로 나온다.
에도가와 코난의 경우 한국어 더빙판에서는 그냥 코난으로 나오며, 해외판에서는 코난 에도가와(Conan Edogawa)라는 이름으로 나온다.

## 같이 보기
- 명탐정 코난의 등장인물
- 모리 란
- 모리 코고로
- 소년 탐정단
- 아가사 히로시
- 하이바라 아이
- 핫토리 헤이지
- 검은 조직(베르무트/버본)
- APTX4869
- 어린이 탐정단